# COSMOS (ソフトウェア)
COSMOS（コスモス）とは、Dassault Systèmes SolidWorks Corporationより提供されるCAEソフトウェア(構造/流体解析パッケージ)である。

## 概要
Structural Research and Analysis社は、1982年から、フリーの構造解析ソフトウェア「SAP」をもとに、当時はまだ高価だったCAEソフトウェアを、安価に提供することを計画し、COSMOSの開発とリリースを開始した。
その後、Windowsがリリースされるとともに、いち早くこれに対応したCOSMOSMをリリースすることで、ワークステーションではなく、パソコンでのCAEの利用を可能にし、さらにユーザー対象の拡大を図った。
また、Pro/ENGINEER、Solid Edge、SolidWorksなどのプロダクトデザイン用3次元CADがリリースされると、これらとの間で、モデルのやりとりができるインターフェースを開発し、当時徐々に広がってきていた、設計モデルのCAEへの活用を可能にする製品をリリースした。特にSolidWorksでは、最初のゴールド・パートナー製品となった、SolidWorksのインターフェースに完全に結合することのできるCOSMOSWorksをリリースし、ヒット製品となった。
これ以後、COSMOSは機構解析ソフトウェアDynamic Designer MotionのSolidWorks向け製品のOEM権を取得しCOSMOSMotionとしてリリースするなど、SolidWorks向け製品への傾斜を強めるとともに、その他のCAD向けには共通の独自インターフェースを持つ複数CAD対応パッケージのCOSMOSDesignSTARをリリースした。
Structural Research and Analysis社は、2001年にはDassault Systèmesにより買収され、その後その子会社のSolidWorks CorporationのCAE製品部門となった。それとともに、SolidWorksでは、完全統合型CAE製品をCOSMOSに集約する方向をとり、NIKA社からリリースされていた流体解析ソフトウェアFloWorksも、OEM権を取得しCOSMOSFloWorksとしてリリースした。
日本では、2000年に日本法人コスモスジャパンが設立され、総代理店となったが、2006年にソリッドワークス・ジャパンにより吸収合併された。
2008年9月にブランド名を「SolidWorks Simulation」と変更し、日本国内では2009バージョンからCOSMOSのブランド名は使わないこととなった。

## COSMOSの商品構成
- COSMOSWorks

SolidWorks完全統合の構造解析CAEソフトウェア。対応解析項目別に、Designer、Professional、Advanced Professionalと分かれる。バージョン2009より、商品名がSolidWorks Simulationと変更になり、パッケージ構成により、ProfessionalとPremiumに分けられる。
- COSMOSDesignSTAR

独立したインターフェースを持つ、複数CAD対応CAEソフトウェア。対応解析項目別に、Professional、Advanced Professionalと分かれる。バージョン2008での開発終了が決定している。日本でのマスター・ディストリビュータは大塚商会の関連会社CAEソリューションズ。
- COSMOSFloWorks

SolidWorks完全統合の流体解析CAEソフトウェア。日本でのマスター・ディストリビュータは旧FloWorksの日本総代理店であった構造計画研究所。バージョン2009より、商品名がSolidWorks Flow Simulationに変更された。
- COSMOSMotion

SolidWorks完全統合の機構解析CAEソフトウェア。バージョン2008からSolidWorksの機能の一部となった。